# روبرتو کورتز
روبرتو کورتز (انگلیسی: Roberto Cortese؛ زادهٔ ۵ اوت ۱۹۸۴) بازیکن فوتبال اهل ایتالیا است.
از باشگاه‌هایی که در آن بازی کرده‌است می‌توان به باشگاه فوتبال کیه‌وو ورونا، باشگاه فوتبال فوجا، البیا کالچو ۱۹۰۵، و باشگاه فوتبال پالرمو اشاره کرد.